# Parco naturale regionale Sirente-Velino
Il parco naturale regionale Sirente-Velino è un'area naturale protetta, istituita nel 1989, situata in Abruzzo, in provincia dell'Aquila, con sede amministrativa nella villa Cidonio a Rocca di Mezzo.

## Storia
L'area protetta è stata istituita dalla Regione Abruzzo con la legge regionale n.54 del 13 luglio 1989. Due provvedimenti di riperimetrazione dell'area parco sono stati emanati con leggi regionali n. 23 del 2000 e n. 42 del 2011. L'area protetta copre un territorio pari a circa 54.361 ettari.
Nel 2016 è stata avanzata la proposta di trasformazione dell'area protetta in un parco nazionale.

### Toponimo
Il nome Velino deriva dall'antica lingua marsa: vel sta per distesa d'acqua, di cui si ha una ricca presenza nella zona, anche grazie alle formazioni di derivazione glaciale presenti.

## Territorio

### Superficie
Si estende per una superficie di circa 564 km² comprendendo i territori del massiccio del Monte Velino e del Monte Sirente, riuniti sotto la denominazione comune di catena del Sirente-Velino, e dei territori ad essi limitrofi come l'altopiano delle Rocche, i Piani di Pezza e parte della piana di Campo Felice, collegandosi direttamente a nord-ovest con l'adiacente Riserva regionale Montagne della Duchessa in territorio laziale e comprendendo al suo interno l'omonima Riserva naturale del Monte Velino.

### Comuni
I comuni che ricadono nel territorio dell'area protetta sono 22: Acciano, Aielli, Castel di Ieri, Castelvecchio Subequo, Celano, Cerchio, Collarmele, Fagnano Alto, Fontecchio, Gagliano Aterno, Goriano Sicoli, Magliano de' Marsi, Massa d'Albe, Molina Aterno, Ocre, Ovindoli, Pescina, Rocca di Cambio, Rocca di Mezzo, San Demetrio ne' Vestini, Secinaro, Tione degli Abruzzi (AQ).

### Accessi
Le vie d'accesso più comode sono dai comuni di Rocca di Cambio, Celano, Massa d'Albe e Secinaro. Il parco è attraversato dalla Strada statale 696 del Parco Regionale Sirente-Velino.

### Altre attrazioni
All'interno dell'area protetta sono presenti anche due stazioni sciistiche, quella di Campo Felice e quella di Ovindoli, mete di molti appassionati di sport invernali. Zone di interesse naturalistico e paesaggistico, oltre ai due gruppi montuosi del Velino e del Sirente con le loro cime, sono l'Altopiano delle Rocche, i Piani di Pezza, i Prati del Sirente, la Val d'Arano, la Serra di Celano e le Gole di Celano. Rientrano nel territorio del parco anche le grotte di Stiffe, presso l'omonima frazione del comune di San Demetrio ne' Vestini.

## Ambiente

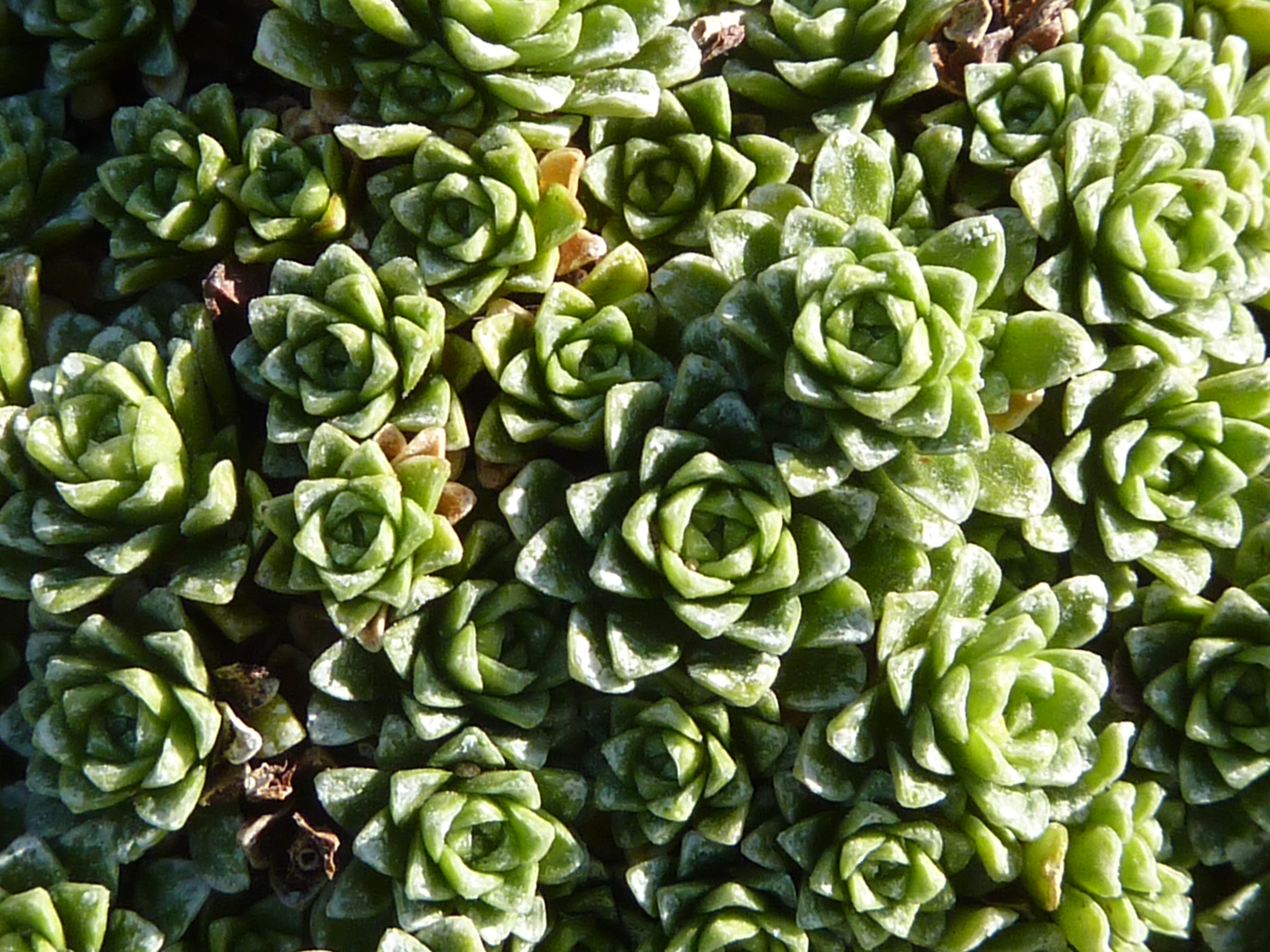
La Saxifraga marginata, residuo di epoca glaciale

### Flora
Nel parco risultano censite 1.926 entità floristiche. Di rilevanza scientifica la flora che annovera specie mai segnalate prima sul massiccio del Velino come la Nigritella rubra widderi, l'Orchis spitzelii e la Paeonia officinalis. Va ricordata anche la presenza di relitti della vegetazione di epoca glaciale come: la Saxifraga marginata.
Nei boschi prevalgono i faggi e le betulle.

### Fauna
È stata accertata la presenza di 216 specie di vertebrati, di 149 uccelli, di 43 mammiferi, di 13 rettili e di 11 anfibi, come da sito ufficiale del parco.

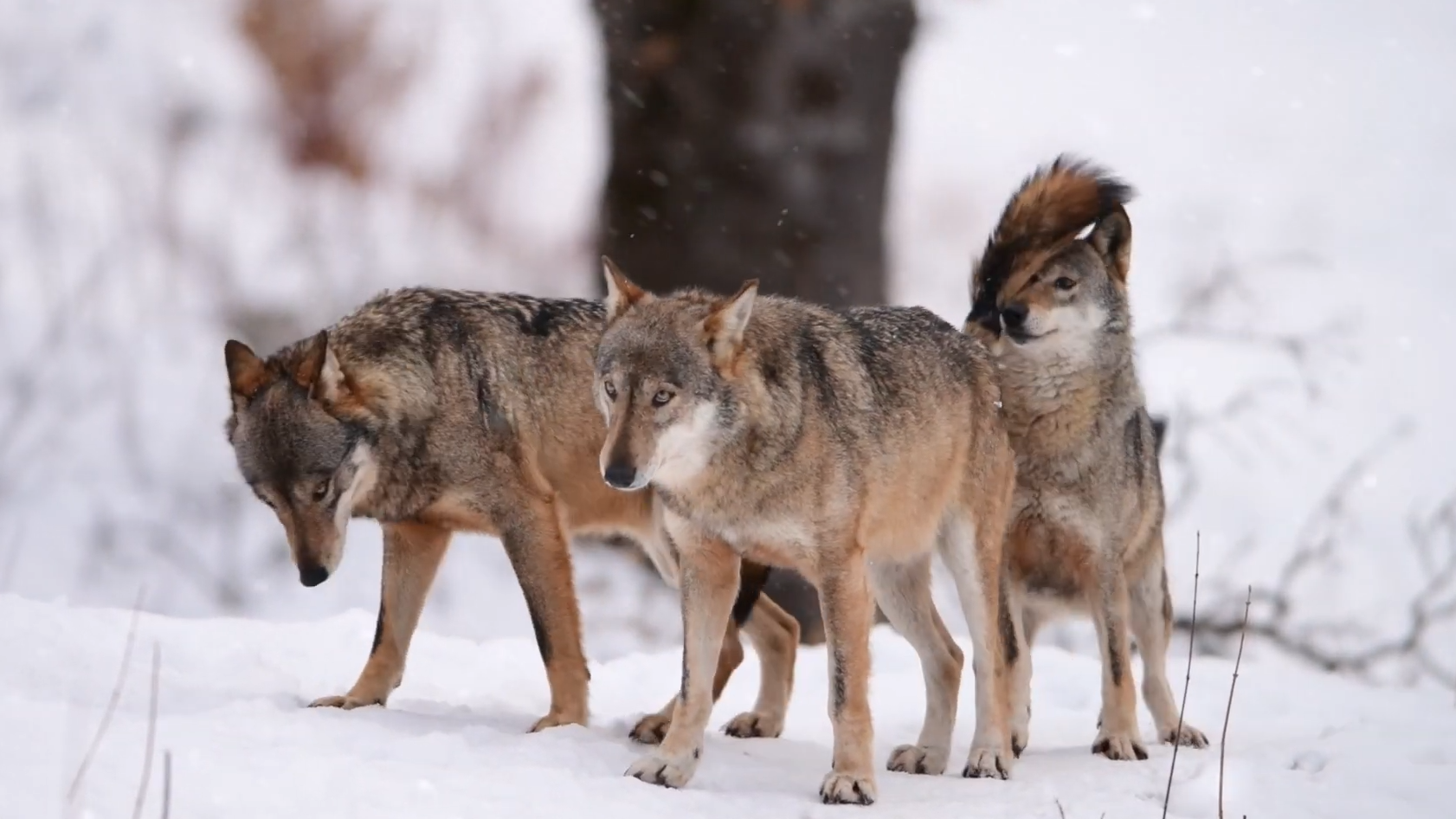
Il lupo appenninico (Canis lupus italicus) è una sottospecie endemica del lupo

Alla presenza costante del lupo si affianca quella della volpe, del capriolo, della lepre, della faina e della donnola. Nel 1990  è stato rilasciato un numeroso nucleo di cervi, provenienti dalla Foresta di Tarvisio e dal Parco Nazionale dello Stelvio.
Nei boschi il mammifero più interessante presente è sicuramente il gatto selvatico, che si riteneva scomparso dalla zona. Da alcuni anni è stata inoltre confermata la presenza dell'orso marsicano, che ha dato anche qualche problema agli abitanti della zona, viste le frequenti visite a pollai e arnie degli agricoltori locali. Fino al 2020 visitavano il parco solo esemplari maschi, mentre nel 2021 è stata avvistata una giovane femmina.
Nel 2013 è iniziato un programma di reintroduzione del camoscio appenninico: alcuni esemplari, prelevati dai monti della Maiella e da altre aree faunistiche, sono stati rilasciati all'interno dell'area faunistica del Camoscio di Rovere e sul versante nord del monte Sirente. Nel 2023, è presente una popolazione di circa 65-70 esemplari..
Gli ornitologi possono osservare diverse specie di rapaci, l'aquila reale, il gufo reale, lo sparviero e la poiana, oltre a specie più piccole.
È presente anche il grifone in numerosi esemplari, reintrodotto, in anni recenti, dal Corpo Forestale dello Stato.

## Luoghi d'interesse artistico

### Architetture religiose

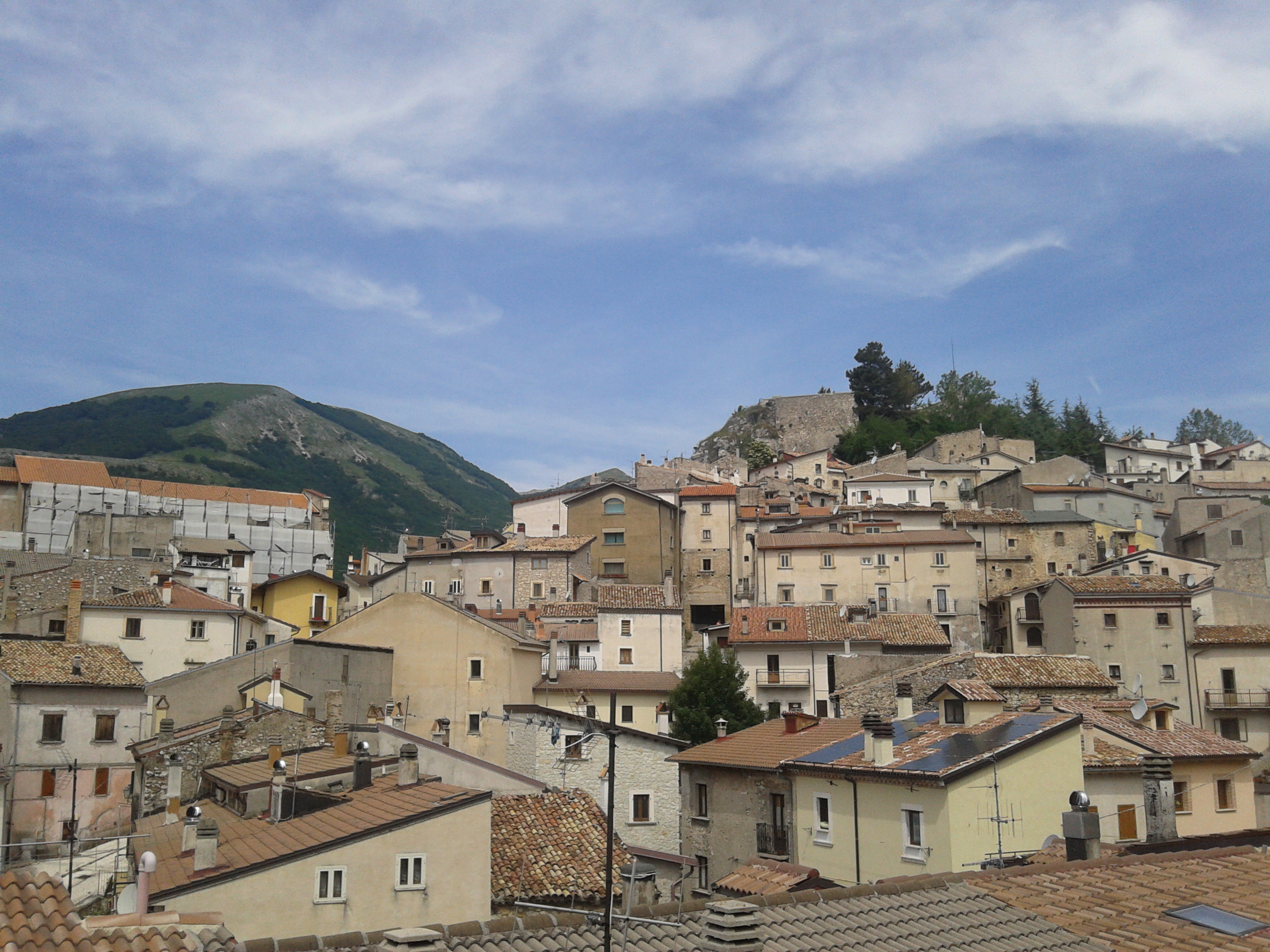
Il borgo di Ovindoli

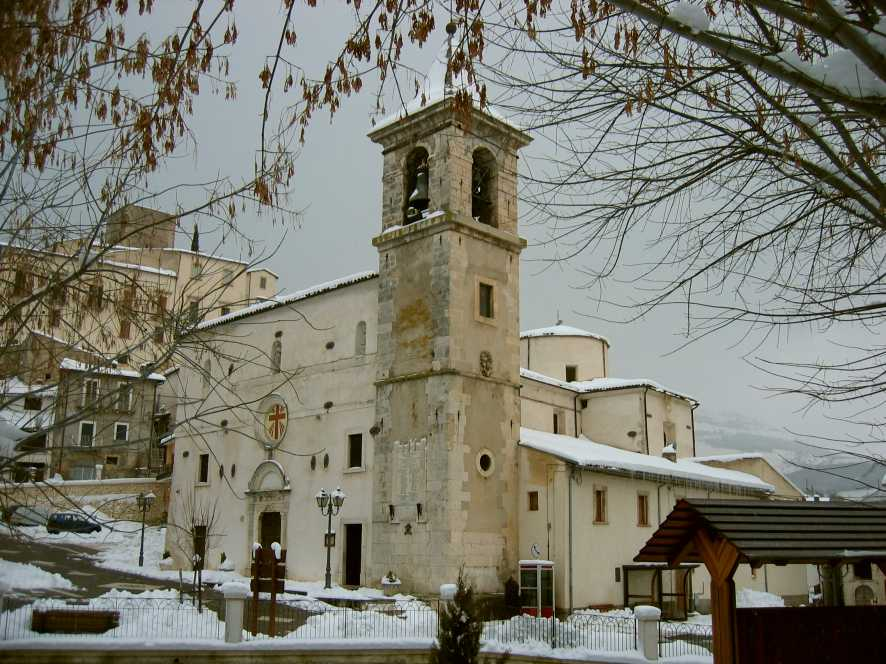
Chiesa dell'Assunta di Castel di Ieri

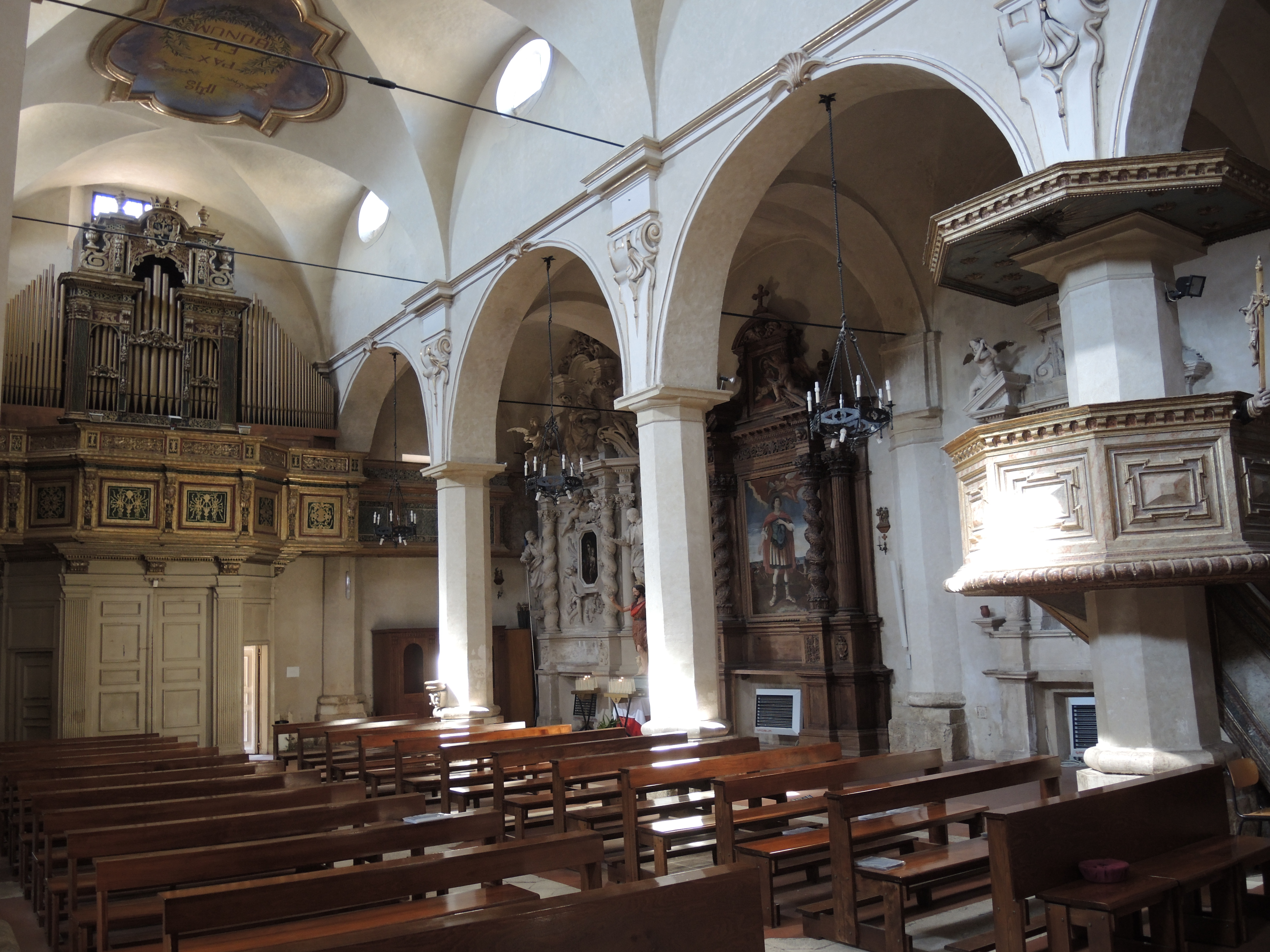
Interno del convento di San Francesco di Castelvecchio Subequo

- Chiesa di San Sebastiano (Ovindoli):  chiesa del XVIII secolo, in stile barocco-settecentesco, a navata unica. L'interno ha una statua di San Sebastiano alta 2 metri, e un altare laterale con un dipinto del martirio.
- Chiesa di Santa Maria della Neve (Rocca di Mezzo): chiesa ricostruita nel XVIII secolo dopo il terremoto del 1703. La chiesa ha una facciata a capanna in stile neoromanico, con rosone a raggi. Il campanile napoletano si distingue per la cuspide a cipolla. L'interno barocco ha una sacrestia che è diventata il Museo d'Arte Sacra.
- Chiesa di Santa Maria del Ponte (Tione degli Abruzzi): chiesa del XII secolo, la più importante del borgo, sita nella contrada omonima. Possedeva opere di pregio del XV secolo, conservate nel Museo Archeologico di L'Aquila, come il Trittico di Beffi, e opere di Saturnino Gatti. La chiesa sorse come un convento, e difatti è visibile la compatta pianta, la quale dal XV secolo divenne semplice chiesa di campagna. L'interno è a tre navate.
- Chiesa di Santa Giusta e convento dei francescani osservanti di San Giorgio (Goriano Valli): complesso religioso risalente tra il XV e il XVII secolo.[8]
- Chiesa Conventuale di San Francesco d'Assisi (Castelvecchio Subequo): la costruzione del convento è legata alla presenza di Francesco d'Assisi nell'area tra il 1216 e il 1222 grazie all'ospitalità offerta dai conti di Celano nel castello di Gagliano Aterno, che donarono anche al santo la chiesa di Santa Maria piè di Potano. La costruzione del convento nei pressi della chiesa avverrà tra il 1221 e il 1261, per avviare nel 1267 la costruzione di una chiesa più ampia, consacrata nel 1288 e successivamente trasformata nel 1647. La notte del 25 luglio 1298 fece sosta a Castelvecchio Subequo Piero del Morrone durante il suo viaggio da Sulmona all'Aquila per diventare papa Celestino V e durante la sosta avvenne una guarigione miracolosa ricordata ogni anno il 28 agosto, giorno della Perdonanza Celestiniana. Nella chiesa viene conservata anche una reliquia contenente sangue delle stimmate di San Francesco. Questa fu donata ai conti di Celano che a loro volta la donarono al convento di Castelvecchio, dove è conservata in un reliquiario del trecento in cristallo, poggiato su piedistalli di argento ed ornato di smalti con figure di angeli e lo stemma dei conti di Celano. Il 1 di Ottobre del 2013, secondo la testimonianza di Suor Miryam Castelli ed altre 10 persone, il sangue della reliquia si sarebbe liquefatto e sarebbe la seconda liquefazione avvenuta dopo quella del 1860.[9]
- Chiesa di Santa Maria Assunta (Castel di Ieri): Il cristianesimo nella valle Peligna/Subequana si alternò, per qualche secolo, con l'arianesimo ed il paganesimo (con 320 templi votivi). Le persecuzioni operate al tempo di Diocleziano, nonché al tempo dell'imperatore Giuliano l'Apostata - 362/363 - (con diverse incertezze) consegnarono alla storiografia, il martirio di San Pelino - protettore di Corfinio - già Vescovo in Brindisi - Il tempio di Castel di Ieri- sito accanto alla via Claudia Nuova per Goriano Sicoli- ne può essere la testimonianza, con la presenza di un mosaico in cui coesistono "la croce" ed una "croce rostrata ariana" con la rosa dei venti e il simbolo dell'infinito la scritta indica le famiglie (gens) CAEDIUS CF SER.(Sergia)DEC.(Decria)L.(Lucius) (PET)IEDIUS Petiuedius VARO - La seconda riga è di difficile interpretazione per mancanza di elementi). La chiesa ha origini antiche e viene edificata verso la fine del Trecento. Nel 1555 subisce una prima, parziale ricostruzione, che aggiunge vari elementi tra cui il rinascimentale portale d'ingresso. Sul portale è posizionata una lastra di pietra con scolpito il volto rubicondo di un angelo con ali spiegate. Sotto c'è una scritta incisa su pietra. Nella prima riga : -OPS -H- COFECTU SUPTIB9 - HVI9 - ECL; nella seconda riga - ET ELSNIS ANO PRIS LAURITII MVC E DOICI PICCILI - S V B - A.D. 1555
- Chiesa di Santa Lucia (Magliano de' Marsi): la chiesa risale al XIII secolo, e mantenne l'aspetto originario fino al terremoto del 1915. La chiesa è stata ricostruita perfettamente rispettando le forme originarie: una facciata imponente a tre rosoni e tre portali gotici, il campanile turrito con cuspide a cono, e l'interno sobrio a tre navate con arcate a sesto acuto.
- Chiesa di Santa Maria in Valle Porclaneta (Rosciolo dei Marsi): di origine benedettina si trova di fronte alle pendici del massiccio del monte Velino, costruita probabilmente come parte di un insieme conventuale oggi scomparso, ad opera di un certo Nicolò nel 1048 in forme semplici del primo romanico con influssi bizantini, ed in seguito donata all'abbazia di Montecassino. Conserva all'interno un ambone scolpito con influenze orientali e bizantine, attribuito a Nicola da Guardiagrele con storie bibliche, un ciborio con intarsi di derivazione moresca e una rara iconostasi in legno sorretta da quattro colonnine con capitelli decorati e fusti tortili. L'iconografia lignea è unica al mondo e rappresenta la conformazione dell'antico Tempio di Re Salomone, con le due colonne pilastro che sorreggevano il Tempio stesso: le colonne di Ioachim e Boaz, rispettivamente la "colonna del maestro" e la "colonna dell'apprendista". La stessa iconografia è rappresentata nella Cappella di Rosslyn ad Edimburgo in Scozia.
- Basilica di Santa Maria delle Grazie (Pescina): la chiesa fu edificata nel XV secolo per ospitare le reliquie di San Berardo dei Marsi. Dopo rifacimenti barocchi, fu danneggiata dal terremoto del 1915 e ricostruita secondo lo schema originale. La facciata ha aspetto gotico e rinascimentale, con un porticato alla base e rosone centrale. L'interno è barocco-neoclassico.

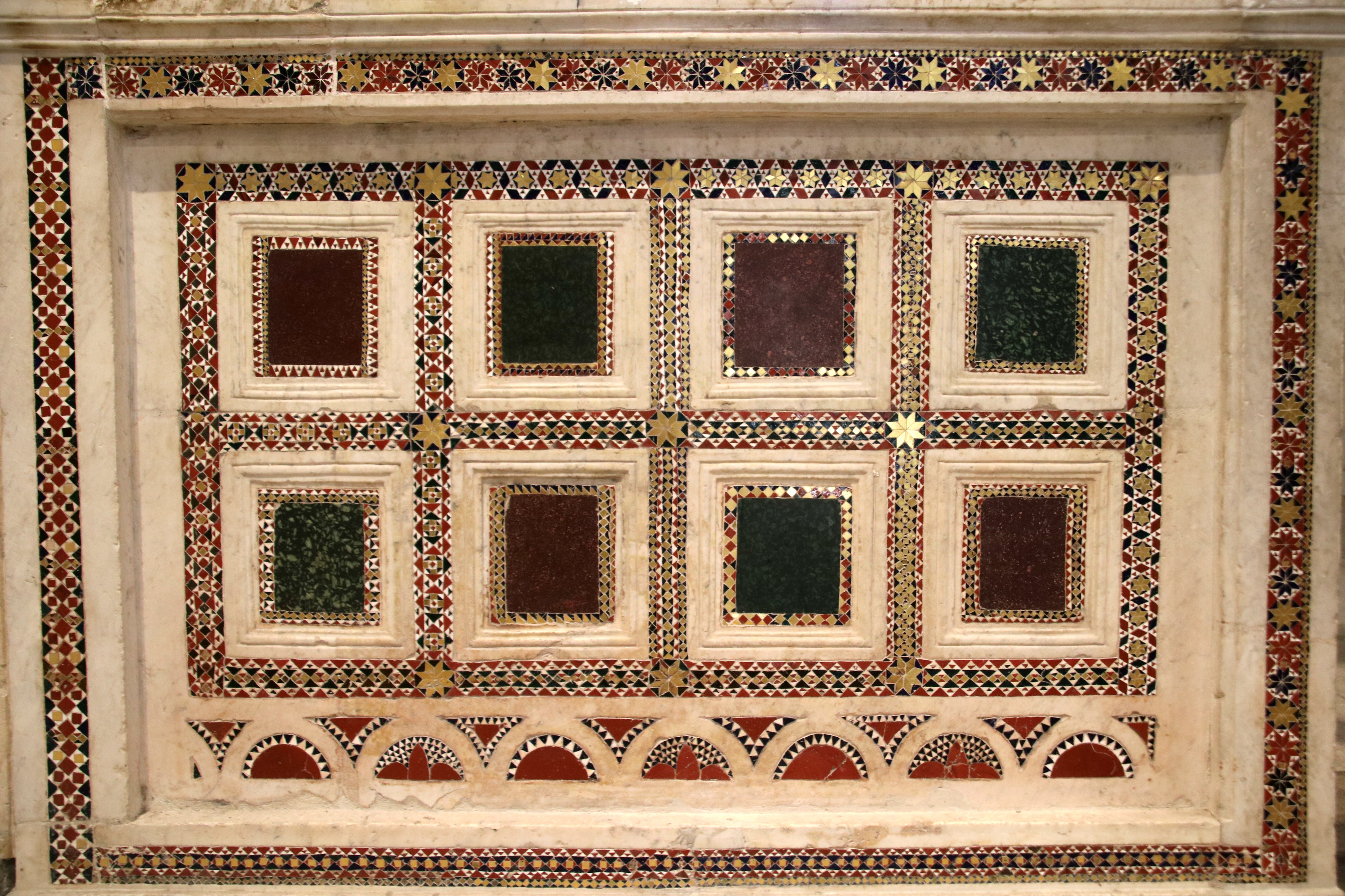
Particolare dell'iconostasi di San Pietro in Albe

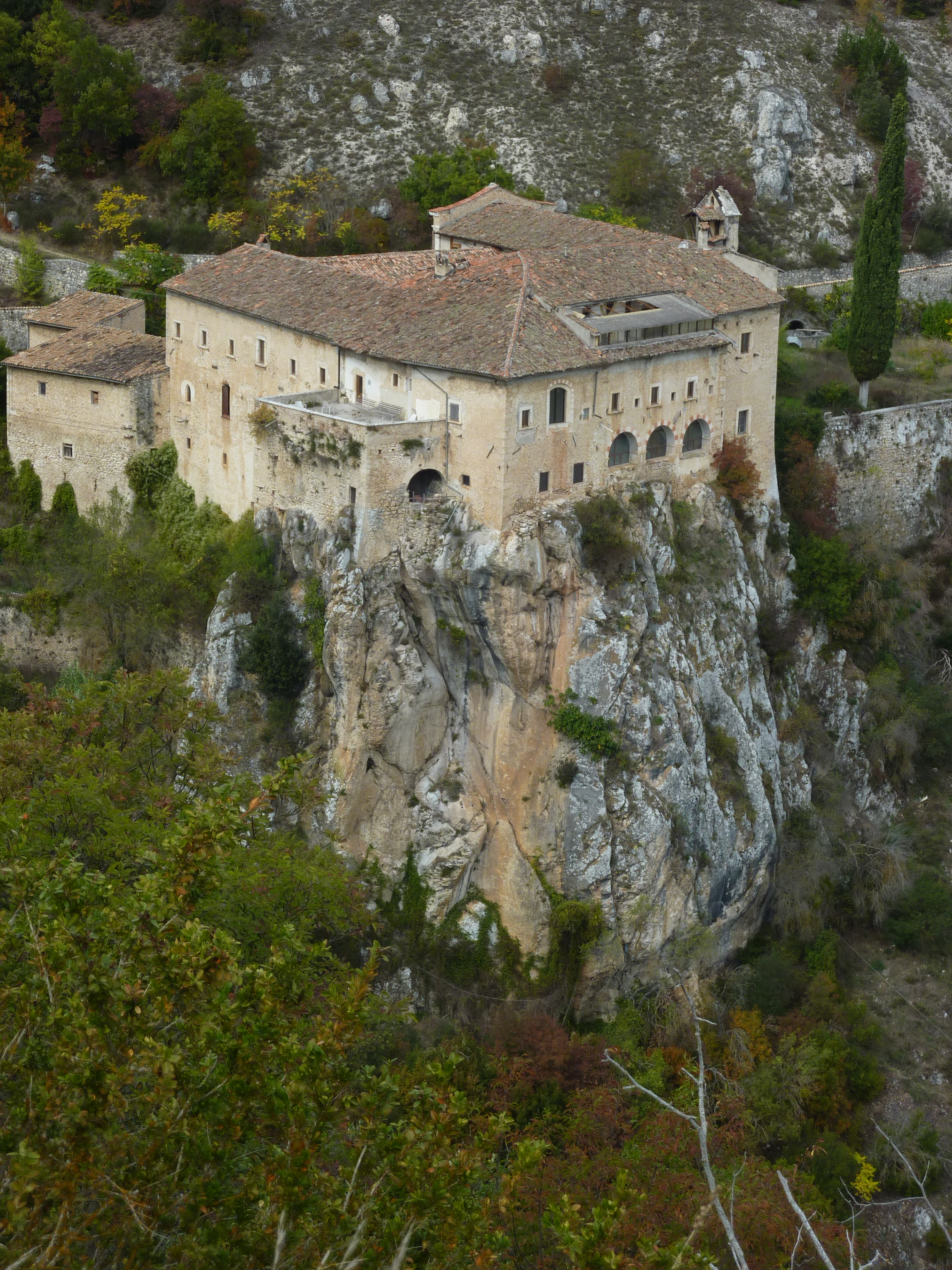
Convento di Sant'Angelo di Ocre

- Chiesa di San Pietro in Albe (Alba Fucens): La chiesa sorge sul luogo ove si trovava il tempio di Apollo ad Alba Fucens. Appartenne ai benedettini, possesso riconfermato nell'866 dall'imperatore Ludovico il Pio e fu costruita grazie agli artigiani di San Clemente a Casauria. L'ambone, in stile, cosmatesco è stato iniziato sotto la tutela del Frate Oddone. I maestri incaricati lasciarono l'ambone incompiuto. Si rese necessario così l'intervento di altri maestri specializzati. Uno di questi ultimi realizzò nel 1209 l'ambone di Corneto. Un altro di questi maestri terminò l'iconostasi sulle colonne che separano le 3 navate. Dapprima una chiesa paleocristiana sostituì il tempio, ma le prime forme che rispecchiano le attuali vanno ricercate all'inizio del XII secolo. I resti del tempio furono utilizzati come fondazioni per la chiesa, ma l'assetto principale fu prolungato, così fu divisa in 3 navate. Le quattro colonne originali sono state recuperate dai carabinieri.
- Chiesa di San Martino Vescovo (Gagliano Aterno): chiesa del XIII secolo, e rimaneggiata nel secolo successivo in forme gotiche. La severa facciata ha un bel portale a d arco a sesto acuto, tipico delle maestranze sulmonesi. L'interno è barocco.
- Chiesa di Santa Maria Valleverde (Celano): La chiesa venne edificata nel 1508, anno riportato sull'architrave del portale[10]. Chiamata in origine Sanctae Mariae de Valleviridi è stata affiancata dal convento dei frati minori riformati di San Giovanni da Capestrano. L'atto della sua fondazione risale a qualche anno prima, esattamente al 1504, mentre furono Lionello Accrocciamuro e sua moglie Jacovella da Celano a favorire il suo progetto nella prima metà del XV secolo. Nel 1902 è stata dichiarata monumento nazionale degno di essere conservato.[11]
- Chiesa dei Santi Pietro e Lorenzo Martiri (Acciano): Con un meraviglioso portale datato al 1534 sormontato da una lunetta ad affresco. L'interno è ricco di stucchi barocchi e numerose sculture in pietra adornano gli altari laterali e il fonte battesimale. Sempre all'interno ammiriamo il battistero rinascimentale e una croce processionale d'argento del Seicento. All'esterno invece, s'innalza un bel campanile a vela. Dopo recenti opere di restauro è tornato alla luce un affresco risalente al XVI secolo raffigurante la Crocifissione con l'Addolorata, Giovanni e l'Arcangelo Gabriele che raccoglie il sangue di Nostro Signore. Oltre a vari dipinti dal valore inestimabile, nella Chiesa parrocchiale sono custodite molte reliquie di Santi, come quelle di S. Petronilla, di S. Antonio da Padova, di S. Rocco e di S. Pietro, che vengono esposte durante le celebrazioni in rarissime occasioni.
- Convento di Sant'Angelo (Ocre): l convento francescano di Sant'Angelo è costruito su uno sperone di roccia del monte Circolo al di sopra della chiesa di Santa Maria ad Cryptas a Fossa. Realizzato nel 1409 come monastero di monache benedettine accanto alla preesistente chiesa di Sant'Angelo del Peschio, nel 1480 papa Sisto IV lo affida a una comunità dell'ordine dei Frati Minori, di cui faceva parte il beato Bernardino da Fossa, ai quali nel 1593 subentrarono i frati minori riformati.[12] Nel convento trascorse gli ultimi anni della sua vita il beato Timoteo da Monticchio.
- Monastero di Santo Spirito (Ocre): Il monastero di Santo Spirito si trova in località Pretola vicino a San Panfilo, frazione di Ocre, e rappresenta il primo insediamento cistercense nella valle dell'Aterno e terzo in Abruzzo dopo l'abbazia di Santa Maria di Casanova del 1191 e l'abbazia di Santa Maria Arabona del 1208. La sua storia è raccontata da Muzio Febonio nelle Historiae Marsorum del 1678. Il terreno per la chiesa e una cella monastica venne concesso dal conte Berardo di Ocre all'eremita Placido de Vena nel 1222. Nel 1226 Placido avrebbe ricevuto dal vescovo Tommaso della diocesi di Forcona il permesso per costruire un monastero del quale sarebbe diventato abate. Nel 1248 Santo Spirito diventò monastero Cistercense alle dipendenze di Santa Maria di Casanova, con la direzione presa dall'abbate Ruggero.[13]. Nel 1632, sotto Gregorio XV, Santo Spirito entrò nella Provincia Romana della Congregazione di San Bernardo in Italia, ma già nel 1652, con Innocenzo X, il monastero rientrò nella campagna di soppressione dei piccoli conventi, riducendosi progressivamente allo stato di rudere.
- Abbazia di Santa Lucia (Rocca di Cambio): la chiesa fu costruita tra il XIII e il XV secolo. La semplice struttura esterna nasconde l'interno a navata unica, decorato da pregevoli affreschi trecenteschi, tra i quali L'Ultima Cena. Vi è anche nell'abside l'affresco del Giudizio Universale.

### Castelli e roccaforti

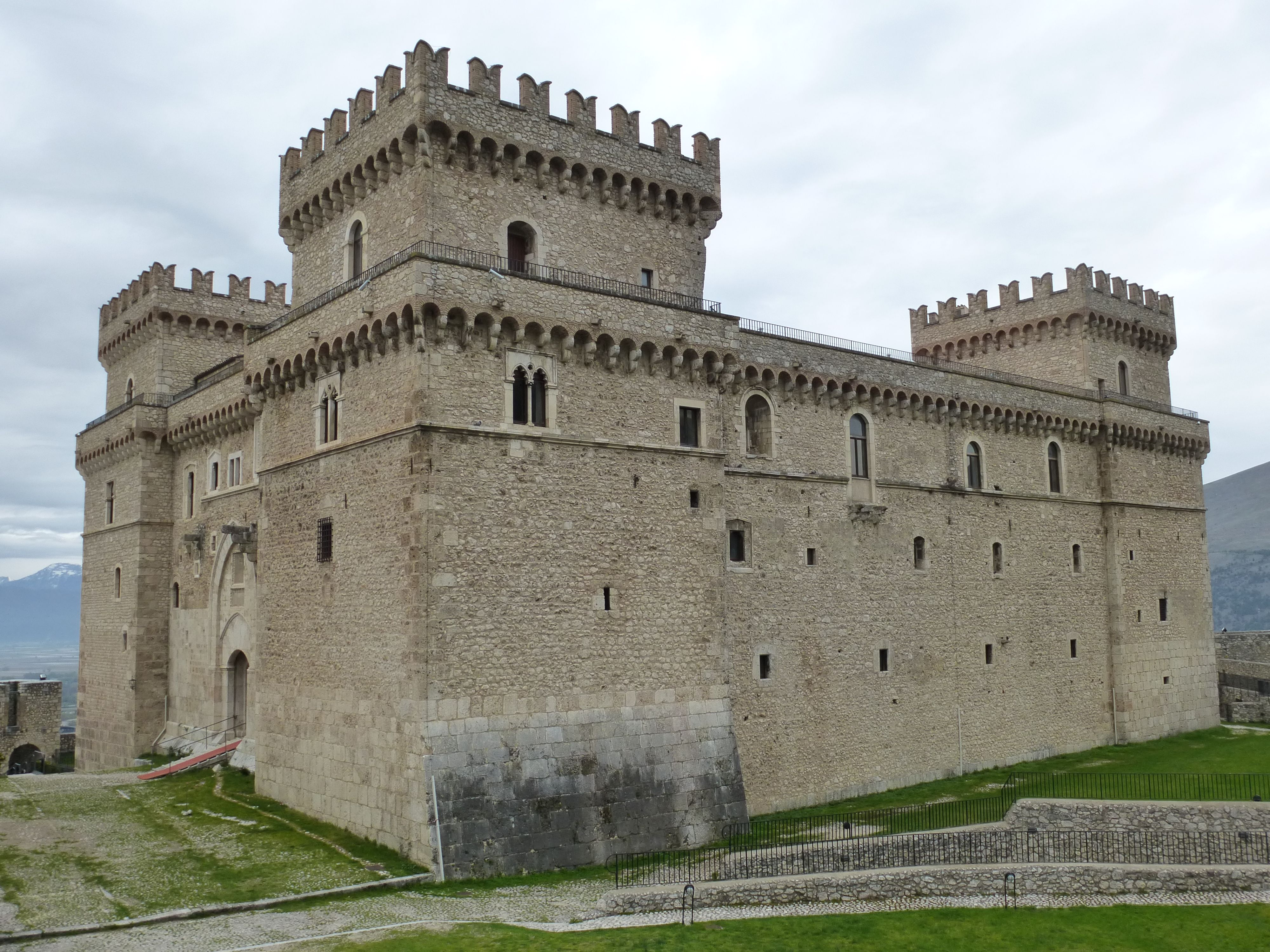
Castello Piccolomini di Celano

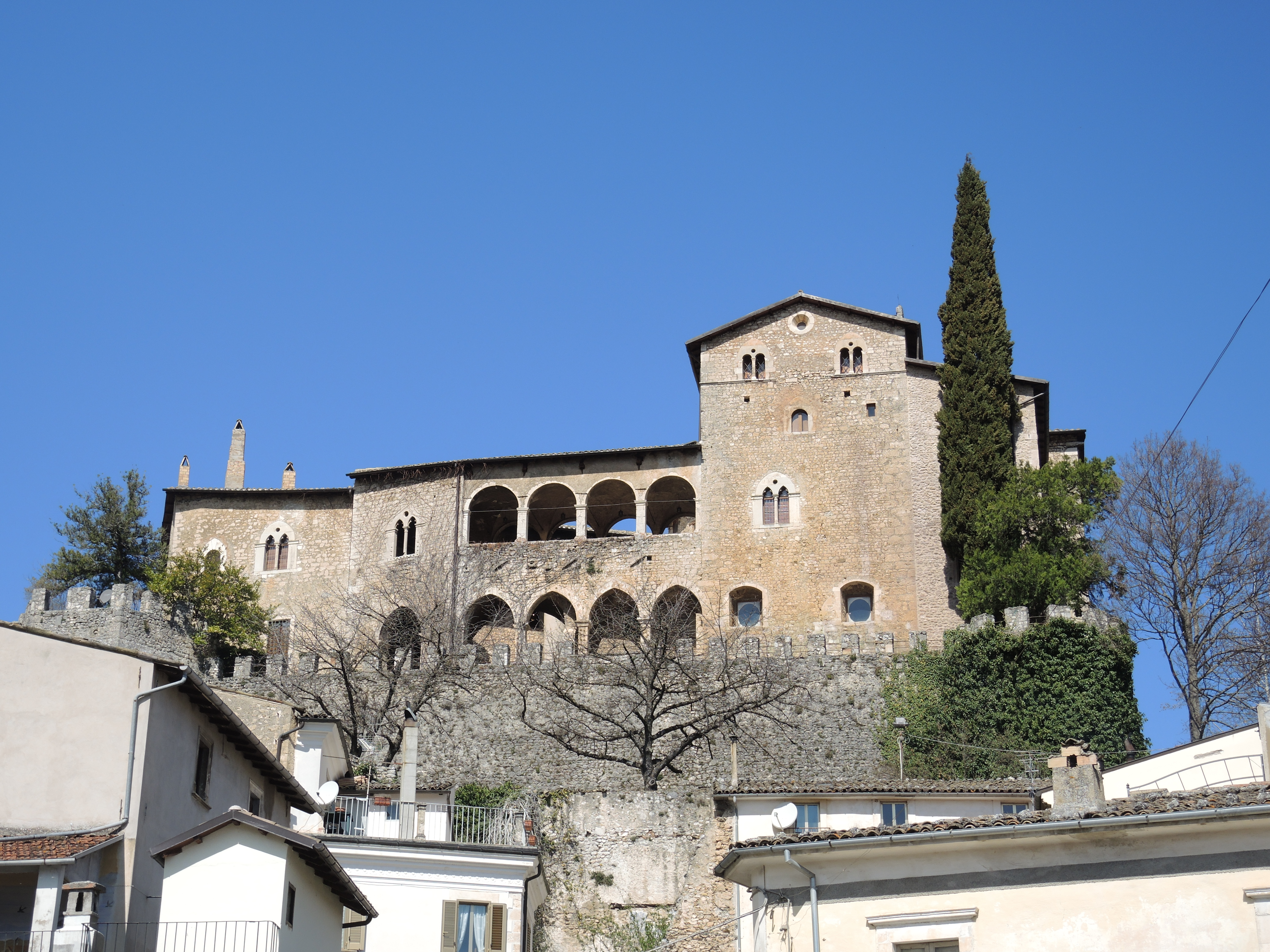
Castello di Gagliano Aterno

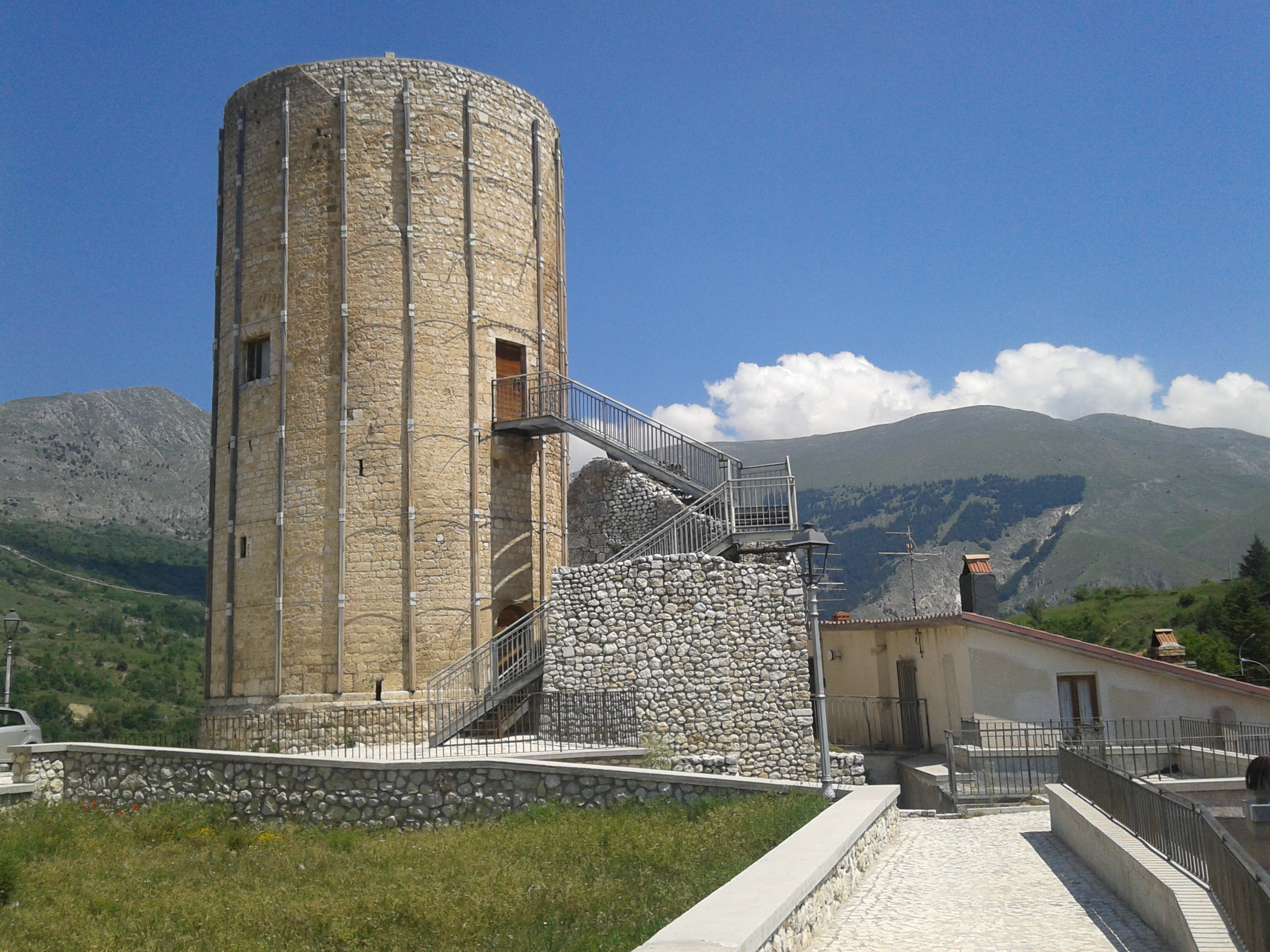
Torre di Aielli

- Torre Piccolomini (Pescina): si trova nella parte alta del vecchio borgo, e faceva parte di un castello del XIII secolo. Il castello fu dei Conti dei Marsi, e successivamente degli Orsini, per poi passare ai Piccolomini. Il castello fu trasformato già nel XVII secolo in residenza signorile, nel Palazzo Mazzarino, che poi andò distrutto con il terremoto della Marsica del 1915. Con la ricostruzione della casa natale del Cardinale Mazzarino, il borgo vecchio di Pescina risultò danneggiato e abbandonato, e solo la torre fu parzialmente restaurata.
- Castello Piccolomini (Celano): ha robusta struttura quadrangolare con cerchia muraria di torri circolari. Il corpo esterno ha una facciata con arco a sesto acuto del ponte levatoio, e quattro torri quadrate angolari merlate identiche. L'interno ospita il Museo d'Arte Sacra della Marsica, ed ha un chiostro con pozzo e porticato. Il sito del castello è da far risalire probabilmente al luogo, sul colle di San Flaviano, in cui Federico II di Svevia, in lotta con Tommaso Conte di Celano e Molise, fece costruire delle fortificazioni durante l'assedio del 1223. Tali fortificazioni erano quasi certamente soltanto opere in legno e terra battuta, tuttavia segnarono l'inizio di quello che sarebbe stato una solida fortificazione dominante il lago del Fucino nei secoli successivi. La costruzione del castello vero e proprio iniziò nel 1392 su commissione di Pietro II Berardi, conte di Celano, ma già tra il 1356 e il 1380 il nonno e successivamente suo padre avevano provveduto a fortificare il Colle San Flaviano erigendo un sistema di mura con torrette rettangolari "a scudo" e costruendo la torre-mastio sommitale a pianta quadrata. Il conte celanese Pietro II, dunque, costruì il solo piano primo con le torri quadrangolari agli angoli, fino al marcapiano, integrando la torre-mastio sull'angolo nord-est. Egli, altresì edificò il cortile interno alle mura dotandolo del loggiato con arcature a sesto acuto ancora visibile. Nel 1451, a seguito delle nozze tra Jacovella da Celano, nipote di Pietro II, e Lionello Accrocciamuro, il quale, divenuto conte di Celano, proseguì l'opera del predecessore, sia integrando il recinto esterno con due grandi torrioni angolari semicilindrici sul versante nord-est e un rivelino triangolare con largo torrione angolare cilindrico verso la cittadella, sia erigendo il piano nobile del castello vero e proprio con il cammino di ronda e le quattro torri d'angolo fino all'altezza attuale. Lionello inoltre si occupò di fortificare le mura del recinto aumentandone lo spessore per poter resistere alle micidiali bombarde a polvere da sparo che erano state inventate in quegli anni. Nel 1463 Antonio Todeschini Piccolomini, nipote di Papa Pio II fu investito della Contea di Celano da Ferdinando I di Napoli. Egli riprese la costruzione del castello apportando aggiunte e decorazioni architettoniche che trasformarono il maniero in palazzo residenziale fortificato. In particolare egli completa il secondo piano del loggiato interno dotandolo di arcate a sesto acuto decorate nei capitelli dai simboli araldici della famiglia: la croce e la mezzaluna. Fa inoltre aprire delle finestre architravate in stile rinascimentale così come fa realizzare diverse loggette pensili appoggiate su beccatelli e ancora visibili. Interventi strutturali invece realizza sui bastioni del recinto dove fa costruire due torri cilindriche fortemente scarpate che inglobano le vecchie torri a "ferro di cavallo" ed amplia la stessa cinta muraria proprio in prossimità delle torri per aumentare la difesa degli ingressi dotandoli di antiporta. Nel 1591 Camilla Peretti, sorella di Papa Sisto V acquistò la contea dai Piccolomini. Nel 1608 Michele Peretti fa aprire sul mastio alcune finestre con architrave semplice. Nel 1647 il castello fu coinvolto nella rivolta di Masaniello contro i Borboni, venendo occupato dai rivoltosi capitanati dal barone Antonio Quinzi dell'Aquila e sostenendo un lungo assedio ad opera delle truppe reali. Il feudo passò successivamente a Bernardino Savelli, e successivamente a Livia Cesarini che lo trasmise ai duchi Sforza Cesarini e successivamente agli Sforza Cabrera Bovadilla. Sono di questo periodo le tamponature settecentesche create per consolidare il loggiato superiore dopo i terremoti del 1695, 1706 e 1780. Al piano terra alcuni ambienti vengono utilizzati per creare la prigione feudale.
- Castello di Gagliano Aterno: I fondatori di Gagliano Aterno furono i de Aquila, conti di Celano, che iniziarono anche la costruzione del castello tra il XII e XIII secolo. Nel 1328 il castello fu ampliato da Isabella d'Aquino, contessa di Celano, discendente dei de Aquila per parte materna. Nel 1462 il castello venne distrutto da Braccio da Montone e passò nel 1463 ai Piccolomini, che l'adattarono con l'aggiunta di due cerchie di mura difensive, per poi passare ai Barberini Colonna, che lo tennero fino al 1806, agli Sciarra ed ai Lazzaroni. Ha una struttura rettangolare irregolare con cinta muraria merlata. Il corpo maggiore è ancora fortificato, con finestre rinascimentali.
- Castello di Ocre: Fu costruito nell'XI secolo come abitato fortificato con cinta muraria, rinforzata da quattro torri angolari, e cinque laterali. Il nucleo abitativo serviva nei momenti di massimo pericolo, affinché durante guerre e carestie, gli abitanti si rifugiassero nelle mura. Nel 1424 il castello fu assediato da Braccio da Montone, durante la Guerra dell'Aquila.
- Torre di Tione (Tione degli Abruzzi): torre Normanna dell'Xi secolo, che faceva parte del castello fortificato. Dopo vari terremoti, rimase soltanto una torre, a pianta rettangolare con merlature. Oggi è usata come torre dell'orologio.
- Borgo medievale di Beffi (Acciano): si trova nella parte inferiore della contrada Beffi. Risale al XII secolo ed è stato restaurato negli anni '90. Si tratta di un piccolo insieme di case-mura, con cinta muraria e robusta torre di controllo dell'antico castello.
- Torre delle Stelle (Aielli): torre normanna a pianta circolare, situata nella parte più alta del borgo, anticamente collegata ad un castello. Oggi è usata come osservatorio astronomico.
- Castello di Fagnano Alto: si trova nella contrada omonima, ed è un intero nucleo abitativo con mura fortificate che formano un'ellisse. Vi sono cinque torri di avvistamento, delle quali due rompitratta (XI secolo), e altre del XIV secolo, con le tipiche merlature e beccatelli.

### Siti archeologici

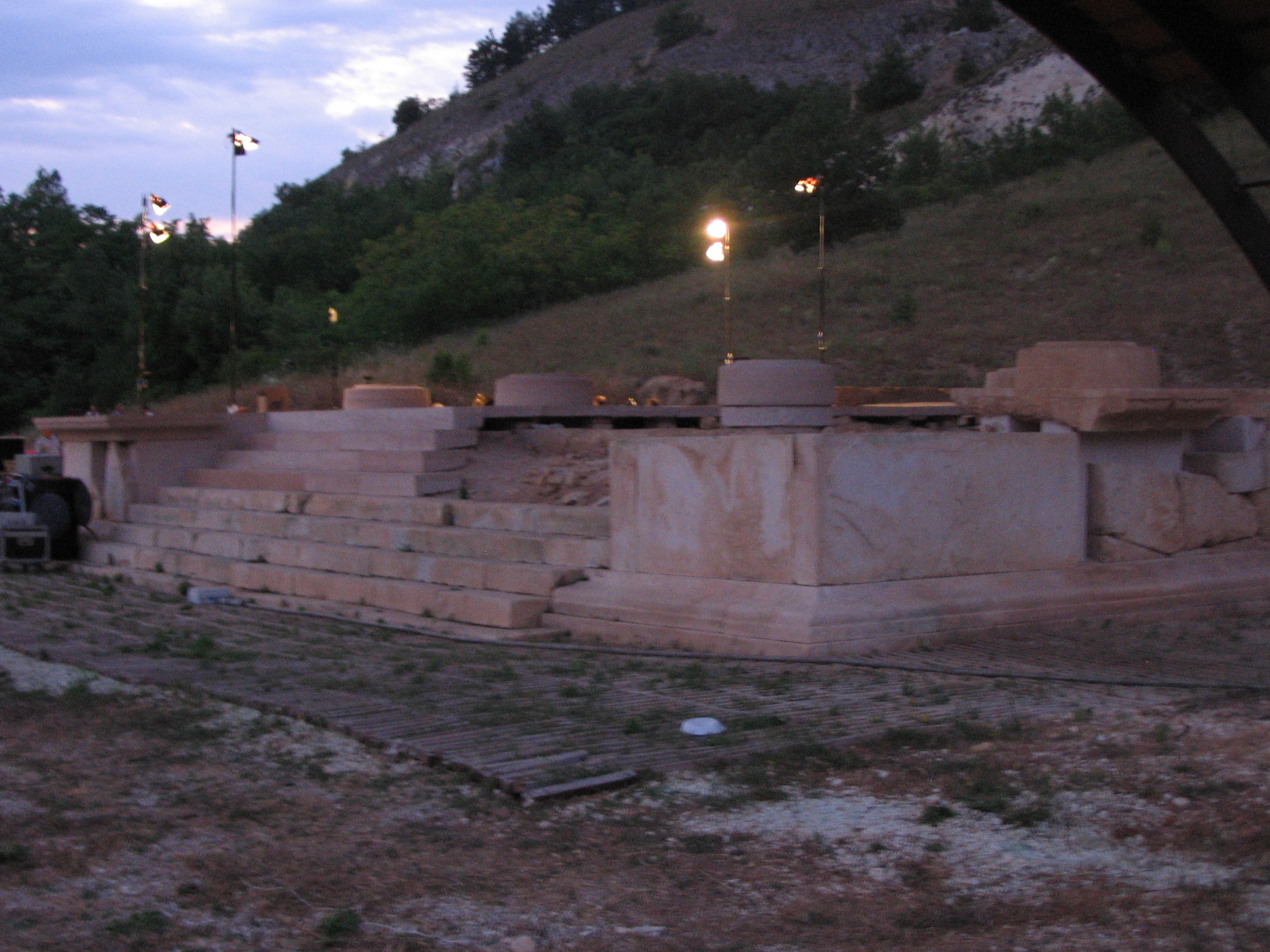
Tempio di Castel di Ieri

- Alba Fucens (Massa d'Albe): importante colonia romana, utilizzata anche come prigione-fortezza.
- Presunta tomba di Perseo di Macedonia (II secolo a.C.): si trova nei pressi di Magliano de' Marsi; è il luogo dove si suppone fu seppellito l'ultimo re macedone, dopo la detenzione ad Alba Fucens.
- Tempio italico di Castel di Ieri: sito Peligno del IV secolo a.C.
- Catacomba italica di Superaequm (Castelvecchio Subequo): corridoio di emergenza dei Peligni, accessibile dalla chiesa di San Francesco.

## Gestione

### Provvedimenti istitutivi
LL.RR. 54, 13.07.89 / 43, 11.06.92 / 106, 30.12.92

### Ente gestore
La sede amministrativa dell'ente parco regionale naturale del Sirente-Velino si trova a Rocca di Mezzo in provincia dell'Aquila presso la villa Cidonio.